# Nova Olinda (Tocantins)
Nova Olinda  este un oraș în Tocantins (TO), Brazilia.